# Мухун
Мухун (фр. Mouhoun) — одна з 45 провінцій Буркіна-Фасо. Входить до складу регіону Букле-ду-Мухун. Адміністративний центр провінції — місто Дедугу. Площа провінції становить 6 668 км².

## Населення
За даними на 2013 рік чисельність населення провінції становила 359 302 людини.
 Динаміка чисельності населення провінції по роках: 
| 1996   | 1997   | 2005   | 2006   | 2013   |
| ------ | ------ | ------ | ------ | ------ |
| 235391 | 237048 | 296561 | 298088 | 359302 |

## Адміністративний поділ
В адміністративному відношенні поділяється на 7 департаментів:
- Бондоку
- Дедугу
- Дурула
- Кона
- Уаркойє
- Сафанія
- Черіба